# Förnybar resurs
Förnybar resurs är en naturlig resurs som töms långsammare än den fylls på. En resurs måste ha ett sätt att återhämta sig för att kunna kallas förnybar. Exempel på förnybara resurser är syrgas, vatten, timmer och biomassa. De kan dock bli icke-förnybara om de används i större omfattning än naturens förmåga att återskapa dem. Plast, bensin, kol, naturgas och andra produkter producerade från fossila bränslen är icke-förnyelsebara eftersom det inte finns någon mekanism som återskapar dem. Olja kan eventuellt ha ett icke-biologiskt ursprung, men för närvarande förbrukas betydligt mer petroleum än vad som skulle kunna ersättas av icke-biologisk olja.

## Förnybara resurser som hotas av industrialismen

### Fiskebestånden

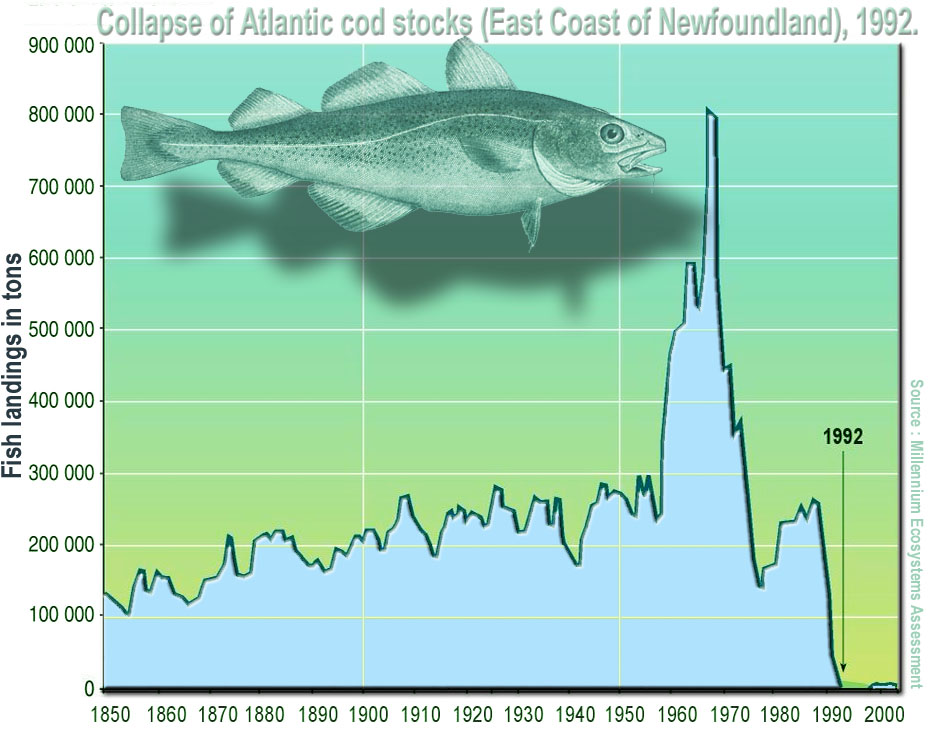
Bestånden av atlantisk torsk hotas av kollapps på grund av överfiske.

Stora delar av världens fiskbestånd är hotade på grund av överfiske.

### Hållbart jordbruk
Begreppet hållbart jordbruk lanserades av den australiske jordbruksexperten Gordon McClymont. Jordbruket är den enskilt största orsaken till den globala ökningen av jorderosion.

### Avskogning
Avskogningen medför att koldioxidhalten i atmosfären ökar vilket i sin tur förstärker växthuseffekten och därmed klimatförändringarna. Träd och skogsmassa är på så sätt förnybara resurser eftersom de skyddar miljön genom att absorbera koldioxid och genom att framställa syre. Avskogningen påverkar också vattencykeln. Detta eftersom avskogning leder till minskade vattenmängder i jord, grundvatten och luft.

### Vattenresurser

Ett naturligt våtland.

Vattenföroreningar är ett stort hot mot världens vattenresurser. Förorenat vatten försämrar möjligheterna för människor, organismer och ekosystem att tillfredsställa sina vattenbehov. Utsläpp av förorenande ämnen påverkar allt ifrån människor till organismer och ekosystem. Nedfall av kväveoxider och ammoniak leder till försurning och övergödning av mark och vatten. Industrin nyttjar stora vattenmassor för kraftproduktion, bland annat i samband med vattenkraftverk, värmekraftverk och oljeraffinaderier, liksom även inom tillverkningsindustrin.